# Dalga Arena
La Dalga Arena (in azero Dalğa Arena) è uno stadio di calcio di Baku, capitale dell'Azerbaigian.
Ha una capacità di 6.500 posti ed è stato inaugurato il 6 giugno 2011 alla presenza di Sepp Blatter e Michel Platini.
Di proprietà della federalcalcio azera ospita spesso i match delle nazionali giovanili azere e occasionalmente quelle della nazionale maggiore che ha giocato in questo stadio contro la Macedonia del Nord in un'amichevole, contro l'Austria nelle qualificazioni ad Euro 2012 e contro l'Estonia nelle qualificazioni ad Euro 2024.
Ha ospitato alcuni match del campionato mondiale femminile Under 17 di calcio 2012.